# Джеймс Вілсон (футболіст, 1995)
Джеймс Е́нтоні Ві́лсон (англ. James Anthony Wilson; 1 грудня 1995, Біддульф) — англійський футболіст, нападник клубу «Манчестер Юнайтед». На правах оренди грає за «Дербі Каунті». Окрім центрфорварда, може грати вінгера. Він також є гравцем молодіжних збірних Англії U-20 та U-21.

## Кар'єра
Народився у місті Біддульф (англ. Biddulph), графство Стаффордшир .Скаути Манчестер Юнайтед помітили Вілсона, коли тому було 7 років. Він пройшов через юнацькі рівні академії клуба і дебютував за команду до 18 років у чотирнадцятирічному віці у товариській зустрічі проти словацького Татрана 31 жовтня 2010. Перший офіційний матч за молодіжну команду він зіграв 5 лютого 2011 року у грі проти Вест Бромвіч Альбіон. Після цього він ще тричі виходив на поле протягом сезону 2010-11, забивши у своїй четвертій грі Евертону, у якій Юнайтед вдома поступились 1:2. Забивши двічі у Milk Cup 2011, де Ман Юнайтед посіли друге місце, Вілсон отримав перелом щиколотки у другій грі сезону 2011-12, через що він був вимушений пропустити близько п'яти місяців. Після повернення він виграв конкуренцію за місце в основному складі молодіжної команди, забивши 5 м'ячів у 13 матчах чемпіонату і 2 у молодіжному Кубку Англії. Він також дебютував за резервну команду, замінивши на 61 хвилині гостьової гри проти Вест Бромвіч Альбіона Фредді Везелі (команда поступилась 1:0).
Вілсон розпочав сезон 2012-13 як основний гравець клубної команди U-18. Хоча він не забивав протягом чотирьох перших ігор, він швидко надолужив згаяне, забивши одразу п'ять голів у зустрічі із Ньюкаслом 22 вересня 2012, що стало другим результатом, який коли-небудь демонстрували гравці Юнайтед усіх рівнів за епохи сера Алекса Фергюсона. Забивши ще 5 голів у наступних чотирьох зустрічах, він був нагороджений підписанням першого професійного контракту в день свого сімнадцятиріччя. Цю подію Джеймс відзначив дублем у ворота Саутгемптона того ж дня. Хоча він був вимушений пропустити відрізок сезону з середини січня до початку березня, його 14 голів у 18 зустрічах ліги вистачило, аби стати найкращим бомбардиром.
Незважаючи на те, що Вілсон відігравав важливу роль під час підготовки до сезону у резервній команді, він продовжив грати за основу команди U-18, забивши 7 голів у шести послідовних зустрічах на старті сезону (включаючи 3 голи у молодіжній Лізі Чемпіонів у ворота леверкузенського Байера і донецького Шахтаря) і додавши ще один у грі проти Бьюрі (англ. Bury) на Кубок Манчестера. Його стали більше залучати до резервної команди протягом другої половини сезону, а після хет-трику у матчі з Вулвергемптон Уондерерз 10 березня 2014, Вілсон уперше отримав запрошення до основної команди на матч із Ньюкасл Юнайтед. Манкуніанці здобули перемогу 4-0, а Джеймс провів матч на лавці запасних. Його дебют на дорослому рівні відбувся місяць потому у грі з Халл Сіті 6 травня, у якій він вийшов в основі і відзначився дублем: одного разу розстрілявши ворота впритул і одного разу добивши м'яч у сітку після удару Маруана Фелайні — перед тим, як його було замінено на Робіна ван Персі. 7 серпня 2014 року Вілсон зробив покер за команду U-21 у ворота Манчестер Сіті у фіналі Кубка Манчестера (гра завершилась із рахунком 4:1)
Свій перший гол у сезоні 2014-15 Джеймс забив 17 січня 2015 року, вийшовши на заміну замість Джонні Еванса і вразивши ворота КПР у доданий час, Юнайтед переміг 2:0.
Сезон 2015/16 провів в оренді в клубі Чемпіонату Футбольної ліги «Брайтон енд Гоув Альбіон», а влітку 2016, також на орендних умовах, приєднався до іншої команди другого за силою англійського дивізіону «Дербі Каунті».

## Міжнародна кар'єра
Вілсон одного разу з'явився на полі за збірну Анлії U-16, допомігши їй здобути десятий поспіль титул Victory Shield у грі проти Північної Ірландії у березні 2011. У жовтні 2013 Вілсон забив гол у дебютному матчі за збірну Англії U-19 у зустрічі, яка завершилась перемогою над збірної Естонії 6-1.

## Статистика за кар'єру
| Клуб              | Сезон             | Ліга              | Ліга  | Ліга | Кубок Англії | Кубок Англії | Кубок Ліги | Кубок Ліги | Єврокубки | Єврокубки | Інші  | Інші | Всього за сезон | Всього за сезон |
| Клуб              | Сезон             | Дивізіон          | Матчі | Голи | Матчі        | Голи         | Матчі      | Голи       | Матчі     | Голи      | Матчі | Голи | Матчі           | Голи            |
| ----------------- | ----------------- | ----------------- | ----- | ---- | ------------ | ------------ | ---------- | ---------- | --------- | --------- | ----- | ---- | --------------- | --------------- |
| Манчестер Юнайтед | 2013-14           | Прем'єр-ліга      | 1     | 2    | 0            | 0            | 0          | 0          | 0         | 0         | 0     | 0    | 1               | 2               |
| Манчестер Юнайтед | 2014-15           | Прем'єр-ліга      | 13    | 1    | 3            | 1            | 1          | 0          | -         | -         | -     | -    | 17              | 2               |
| Всього за кар'єру | Всього за кар'єру | Всього за кар'єру | 14    | 3    | 3            | 1            | 1          | 0          | 0         | 0         | 0     | 0    | 18              | 4               |